# Por vuestra libertad y la nuestra

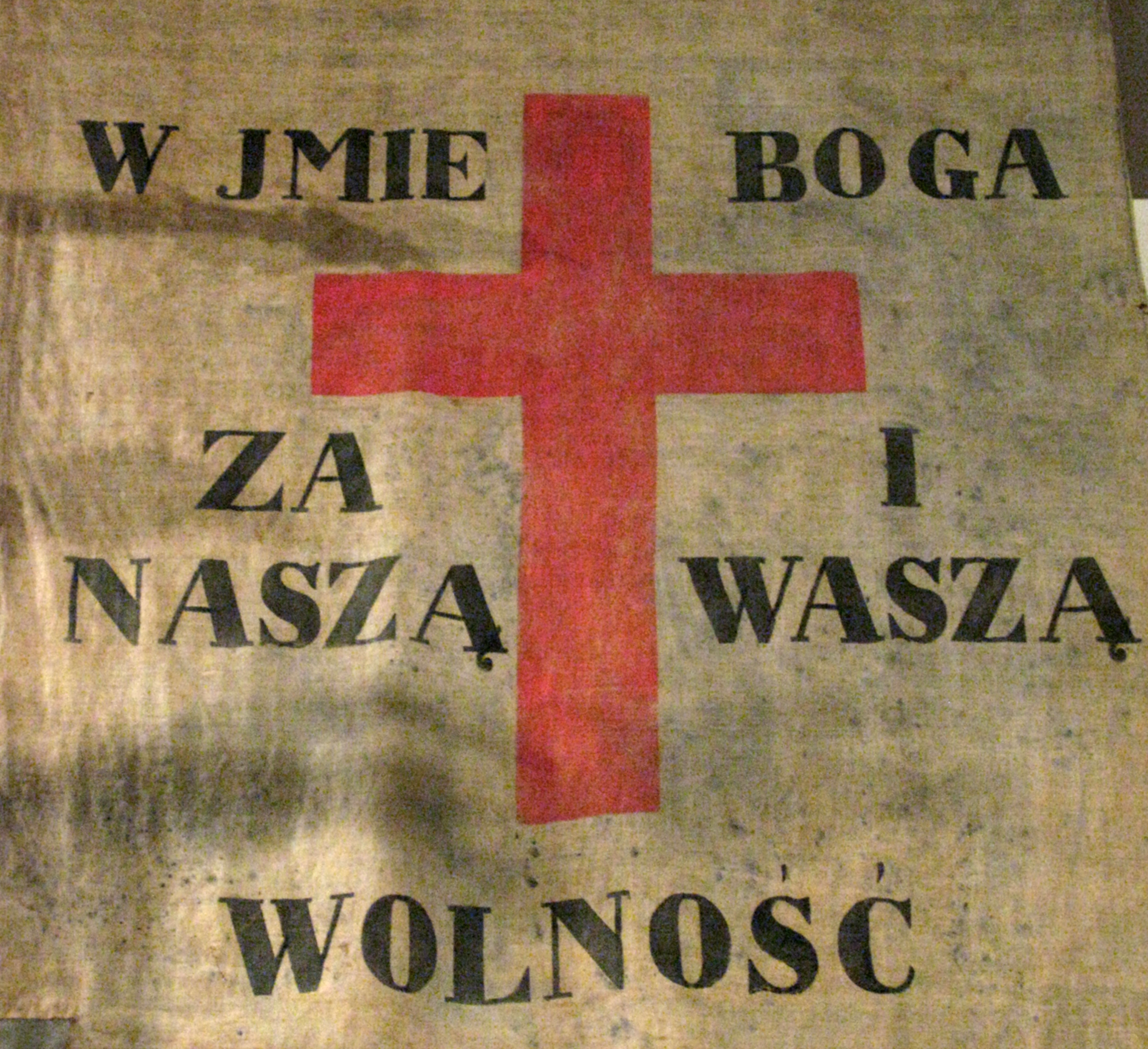
Bandera del Levantamiento de Noviembre de Polonia contra el Imperio ruso, 1830-1831.

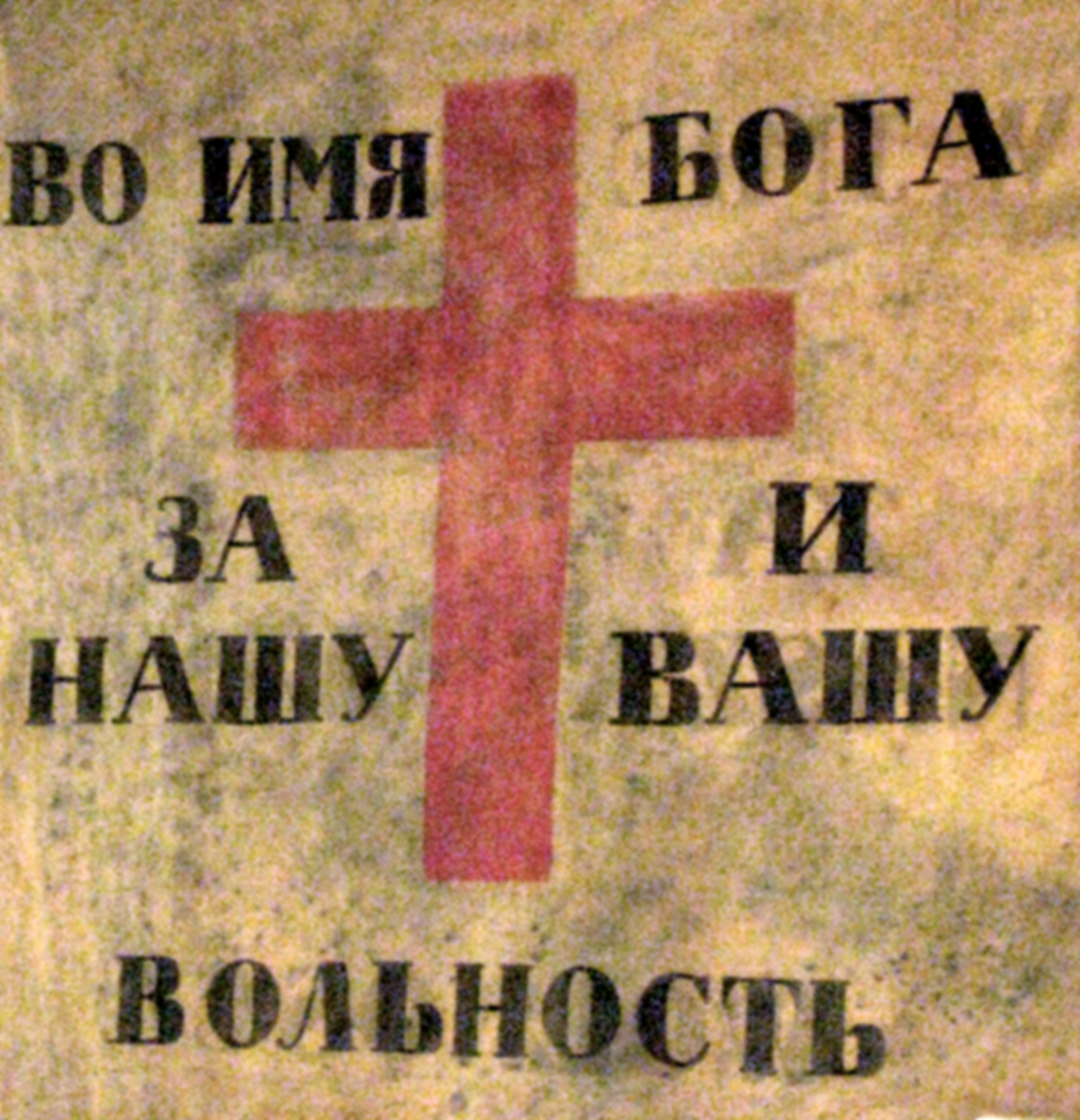
Versión en ruso.

Por vuestra libertad y la nuestra (en polaco: Za naszą i waszą wolność) es uno de los lemas no oficiales de Polonia, conocido también en España por su uso por parte de la Brigada Dąbrowski (o Dombrowski) en la guerra civil española.
Se asocia habitualmente a la época en que los soldados polacos, exiliados de la Polonia particionada, participaron en varios movimientos independentistas por todo el mundo.
Su uso documentado se remonta a una manifestación patriótica que tuvo lugar en Varsovia el 25 de enero de 1831 para conmemorar a los decembristas, y su autoría se puede atribuir probablemente a Joachim Lelewel. El primer estandarte con este lema lo tenía inscrito tanto en polaco como en ruso, dando a entender que la victoria de los decembristas también habría supuesto la libertad para Polonia. El lema se acortó con el tiempo, siendo originalmente «en el nombre de Dios, por nuestra y vuestra libertad» (W imię Boga za naszą i waszą wolność). Este primer estandarte se encuentra conservado en la colección del Museo del Ejército Polaco en Varsovia.

## Historia

### Revoluciones delsigloXIX
Entre los primeros ejemplos destacados de polacos que encarnaron el lema y contribuyeron a las luchas por la libertad de otras naciones además de luchar por causas polacas se puede mencionar a Tadeusz Kościuszko y Kazimierz Pułaski, que habían luchado en el bando revolucionario en la Guerra de Independencia de los Estados Unidos (1775-1783). Kościuszko regresó más tarde a Polonia y lideró una insurrección contra Rusia y la partición de Polonia entre Rusia, Prusia y Austria, mientras que Pułaski ya había liderado una insurrección anterior contra la influencia rusa en Polonia y murió en batalla contra las tropas británicas en Georgia en 1779. El lema pronto se volvió muy popular y se convirtió en uno de los más vistos en los estandartes militares durante el Levantamiento de Noviembre (1830-1831).
Durante la guerra contra Rusia, se empleó el lema en el sentido de que la victoria polaca también traería consigo libertad para los pueblos de Rusia y que la insurrección no era contra la nación rusa, sino contra el despótico régimen zarista. Tras el fracaso de la insurrección, el lema fue empleado por diversas unidades militares polacas formadas por refugiados en el extranjero. Entre ellas estuvo la unidad de Józef Bem, quien desplegó el texto tanto en polaco como en húngaro en la Revolución húngara de 1848 y dondequiera que lucharan los polacos en la Primavera de los Pueblos.

### España

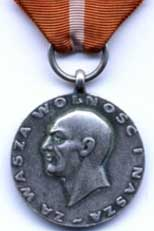
Medalla 'Za wolność waszą i naszą', con el rostro del general Karol Świerczewski.

El lema fue utilizado por la XIV Brigada Internacional de las Brigadas Internacionales en la guerra civil española (1936-1939). En 1956, el gobierno de la República Popular de Polonia estableció la condecoración «Za wolność waszą i naszą» para los miembros de dicha brigada con el rostro de su comandante Karol Świerczewski, más conocido como General Walter.
También quedó reflejado en el título Por vuestra libertad y la nuestra: andanzas y reflexiones de un combatiente republicano del libro de memorias del combatiente republicano Pedro Mateo Merino.

### URSS

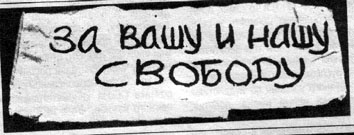
Pancarta "Por vuestra libertad y la nuestra" de la manifestación en la Plaza Roja de Moscú el 25 de agosto de 1968.

El lema (en ruso: За вашу и нашу свободу, Za vashu i nashu svobodu) fue muy popular entre la disidencia soviética tras la histórica manifestación de la Plaza Roja de 1968, el 25 de agosto de 1968, en protesta por la invasión de Checoslovaquia por el Pacto de Varsovia.
En la imagen de la derecha, la pancarta "Por vuestra libertad y la nuestra", escrita en un pañal de su bebé, que portaba en la manifestación la poeta Natalya Gorbanévskaya.